# 12494 Doughamilton
12494 Doughamilton este o planetă minoră (asteroid) din centura de asteroizi. A fost descoperită pe 25 februarie 1998 la Haleakalā Observatory⁠(d) de Near Earth Asteroid Tracking. 
Obiectul prezintă o orbită caracterizată de o semiaxă mare de 1,9226213 UAi, o excentricitate de 0,03, o înclinație de 24,73673 ° în raport cu ecliptica.